# Жареный картофель
Жареный картофель — гарнир ко вторым блюдам или самостоятельное блюдо.

## Технология изготовления
Сырой картофель очищают от кожуры и нарезают на дольки, бруски или кубики (отварной картофель режут на ломтики). Нарезанный сырой картофель промывают в холодной воде (для удаления излишков крахмала с его поверхности) и откидывают на сито или дуршлаг для стекания лишней воды (можно обойтись и без промывания). Затем его солят и укладывают слоем не более 5 см на сковороду или противень с разогретым жиром (примерное соотношение картофеля и жира 11:1). По мере поджаривания картофеля его периодически переворачивают. Подают горячим.